# イパチンガFC
イパチンガFC (ポルトガル語: Ipatinga Futebol Clube) は、ブラジル・ミナスジェライス州イパチンガを本拠地とするサッカークラブである。2013年はイパチンガからベチンへ移転し、ベチンEC (Betim Esporte Clube) と改名していた。

## 歴史
1998年にミナスジェライス州の別チーム（アトレチコ・ミネイロ、クルゼイロ）のクラブ経営に携わった事のあるイタイル・マシャドが会長に就任し、スタッフにスポーツや運営の識者や企業家を集めてスタジアム改修を始めとするチーム近代化を行う。元々のチーム創設は1914年であるが、前出ように1998年に実質的にプロ化したチームであり、それ以前とは全くと言っていい程に違うクラブ組織になった為、1998年5月21日を公式な創設年月日としている。
当初から同州のクルゼイロを中心に、伸び悩んでいる選手や能力はあるもののチーム事情により出場機会に恵まれない選手などをレンタルを含め獲得。他チームでは腐りかけていた中堅選手や、実戦経験不足などの理由でレンタルされて来た若手などが奮起し、早速1998年には、カンピオナート・ミネイロ（ミナスジェライス州選手権）2部で優勝。2005年には多くの選手のレンタル元であるクルゼイロを破って、カンピオナート・ミネイロ1部で優勝している。
なお、現時点でも再生工場のような立場でありながら結果を残し、2007年には、カンピオナート・ブラジレイロ・セリエBで2位となり、2008年はセリエAで戦う。
メインスポンサー（胸スポンサー）はウジミナスで、2008年からウジミナスの出資会社の一つである新日本製鐵がスポンサードすることになった（社名は両袖に入れる）。
2012年12月6日、ベチンへ移転し、クラブ名もベチンEC (Betim Esporte Clube) と変更。
2013年11月21日、わずか1年でイパチンガへ戻ることとなり、クラブ名も元のイパチンガFC (Ipatinga Futebol Clube) へ再変更された。
2013年シーズンはカンピオナート・ブラジレイロ・セリエCを8位で終えたものの、重大な違反行為があったとして、翌2014年2月18日にスポーツ司法上級裁判所 (STJD) からセリエDへの降格処分及び米30,000ドルの罰金を科された。

## タイトル

### 国内タイトル
- カンピオナート・ミネイロ : 1回
  - 2005
- カンピオナート・ミネイロ・モドゥーロII : 1回
  - 2009
- タッサ・ミナスジェライス（ポルトガル語版） : 2回
  - 2004, 2011

### 国際タイトル
なし

## 過去の成績
| セリエA優勝 | セリエA準優勝 | 上位リーグ昇格 | 下位リーグ降格 |
| シーズン | リーグ  | 順位     | 勝点     | 試合数   | 勝       | 分       | 敗       | 得点     | 失点     |
| -------- | ------- | -------- | -------- | -------- | -------- | -------- | -------- | -------- | -------- |
| 2007     | セリエB | 2位      | 67       | 38       | 20       | 7        | 11       | 60       | 41       |
| 2008     | セリエA | 20位     | 35       | 38       | 9        | 8        | 21       | 37       | 67       |
| 2009     | セリエB | 15位     | 48       | 38       | 12       | 12       | 14       | 43       | 50       |
| 2010     | セリエB | 19位     | 41       | 38       | 11       | 8        | 19       | 47       | 62       |
| 2011     | セリエC | 3位      | 27       | 14       | 9        | 0        | 5        | 24       | 19       |
| 2012     | セリエB | 19位     | 31       | 38       | 8        | 7        | 23       | 38       | 73       |
| 2013     | セリエC | 8位1     | 28       | 20       | 7        | 7        | 6        | 22       | 20       |
| 2014     | セリエD | 40位     | 2        | 8        | 0        | 2        | 6        | 8        | 18       |
| 2015     | セリエD | 参戦せず | 参戦せず | 参戦せず | 参戦せず | 参戦せず | 参戦せず | 参戦せず | 参戦せず |
| 2016     | セリエD | 参戦せず | 参戦せず | 参戦せず | 参戦せず | 参戦せず | 参戦せず | 参戦せず | 参戦せず |

1違反行為によりセリエD降格処分

## 歴代監督
- マルセロ・オリヴェイラ 2009
- ギリェルメ 2011

- レイナウド 2014

## 歴代所属選手

### MF
- 小林成光 2000 (FC東京からの留学)

- マックス・カラスコ 2009-2010

### FW
- 戸田光洋 2000 (FC東京からの留学)
- ジョジマール 2003-2006
- アレッサンドロ 2007

- オズマール 2007
- ネネ 2008
- ジャジャ 2010